# Rima Orie
 Rima Orie (Utrecht, 31 maart 1994) is jurist en schrijfster van jeugdboeken.

## Levensloop
Rima Orie studeerde rechten aan de Universiteit Utrecht. In 2017 behaalde zij haar masterdiploma Privaatrecht. Orie is werkzaam als jurist.
Orie schreef jarenlang op online platforms voordat zij haar eerste boek publiceerde. In 2018 won zij, onder het pseudoniem Mira Noir, de Moon YA Contest met De Zwendelprins. Daarmee won zij een uitgeefcontract bij Uitgeverij Moon. Het boek werd gepubliceerd in 2019, onder haar eigen naam. 
De Zwendelprins werd genomineerd voor de Hebban Debuutprijs, het Beste Boek voor Jongeren en De Kleine Cervantes, de jeugdliteratuurprijs van de stad Gent. In 2023 werd de prijs voor het Beste Boek voor Jongeren aan haar toegekend voor In het vervloekte hart.
In 2024 werd een Engelse vertaling van In het vervloekte hart uitgebracht onder de titel Within the Heart of Wicked Creatures.